# Akébia
Az akébia (Akebia) a kékhüvelyfélék családjába tartozó, Kelet-Ázsiában honos, 5 fajt számláló növénynemzetség, melyet folyondárkékhüvelynek is neveznek.

## Leírás
Lombhullató vagy télizöld kapaszkodó cserjék. Leveleik tenyeresen összetettek, 3-5(-7) nyeles levélkéjűek. A levélszél ép, fogazott vagy hullámos. A virágzatok levélhónalji fürtökben állnak. A szirmok hiányoznak, a 3(-6) csészelevél lilás vagy zöldesfehér színű. A porzós virágok a virágzat csúcsán, a termős virágok a virágzat alján helyezkednek el, ez utóbbiak nagyobbak. A porzók szabadon állnak, a porzószál rövid. A termés húsos tüsző, a fonáki varrat mentén felpattanó. A magok kicsik, sok van belőlük.

## Fajok
- Akebia chingshuiensis T.Shimizu
- Akebia longiracemosa Matsum.
- Akebia quinata (Houtt.) Decne. - ötlevélkéjű akébia,[2] ötlevelű akébia[1]
- Akebia trifoliata (Thunb.) Koidz. - háromlevélkéjű akébia,[2] háromlevelű akébia[1]
- Akebia × pentaphylla (Makino) Makino

## Felhasználás
Dísznövényként különböző tárgyak befuttatására alkalmasak, de ha ezeket túlnőtték, nemkívánatos helyekre, a környező cserjékre, fákra is felkapaszkodnak, ezért figyelmet igényelnek. A magyarországi klímát jól viselik, talajban nem igényesek. Leveleik szépek, áttelelhetnek, virágaik érdekesek, de termést nálunk ritkán hoznak. A fiatal növények kissé fagyérzékenyek.
A hagyományos kínai orvoslás az ötlevélkéjű akébia hajtásait használja fel.